# Alopias palatasi
Vous lisez un « bon article » labellisé en 2023.
Espèce
Alopias palatasi est une espèce fossile de grands requins lamniformes du genre Alopias (Requins-renards), ayant vécu durant le Miocène inférieur et moyen, il y a entre 20 et 13 millions d'années. Le taxon n'est connu qu'à partir de rares dents isolées, dont certaines mesurent plus de 4 cm, trouvées principalement dans des gisements de la côte est des États-Unis et à Malte. Les dents d’A. palatasi sont étonnamment similaires à celles d’Alopias grandis, et la première espèce a d'abord été considérée comme une variété de la seconde. A. palatasi aurait peut-être atteint une taille comparable à celle du Grand requin blanc actuel et aurait eu un profil similaire à celui-ci.

## Découverte et identification
En 2002, des collectionneurs amateurs et marchands de fossiles propagent des rumeurs sur la découverte d'un nouveau type de grandes dents de requins dentelées, appartenant à une espèce non décrite de Lamniformes et provenant des gisements du Miocène de Caroline du Sud. Ces fossiles sont d'abord rejetés comme issus d'autres requins tels qu’Otodus megalodon ou Parotodus benedenii, mais les paléontologues s'accordent finalement pour les considérer comme provenant d'une variété de l'espèce proche Alopias grandis. Malgré la grande attention accordée par les collectionneurs amateurs et les marchands, ces fossiles restent ignorés de la littérature scientifique pendant des années.
En 2014, un marchand de fossiles nommé Mark Palatas fait don d'une dent au paléoichtyologiste David Ward, dans l'espoir que cela déclenche une description formelle. Ward s'associe avec son collègue Bretton Kent et, en octobre 2015, ils déclarent auprès de la Société de paléontologie des vertébrés l'existence de la nouvelle espèce. En 2018, les deux paléontologues publient une description formelle de l'espèce. Ils lui donnent le nom scientifique d’Alopias palatasi, en l'honneur de Mark Palatas, et la présentent comme le taxon frère d’A. grandis. Toujours dans leur article, les deux auteurs attribuent à la nouvelle espèce sept spécimens fossiles provenant des collections du Calvert Marine Museum et du musée national d'histoire naturelle des États-Unis.

## Description

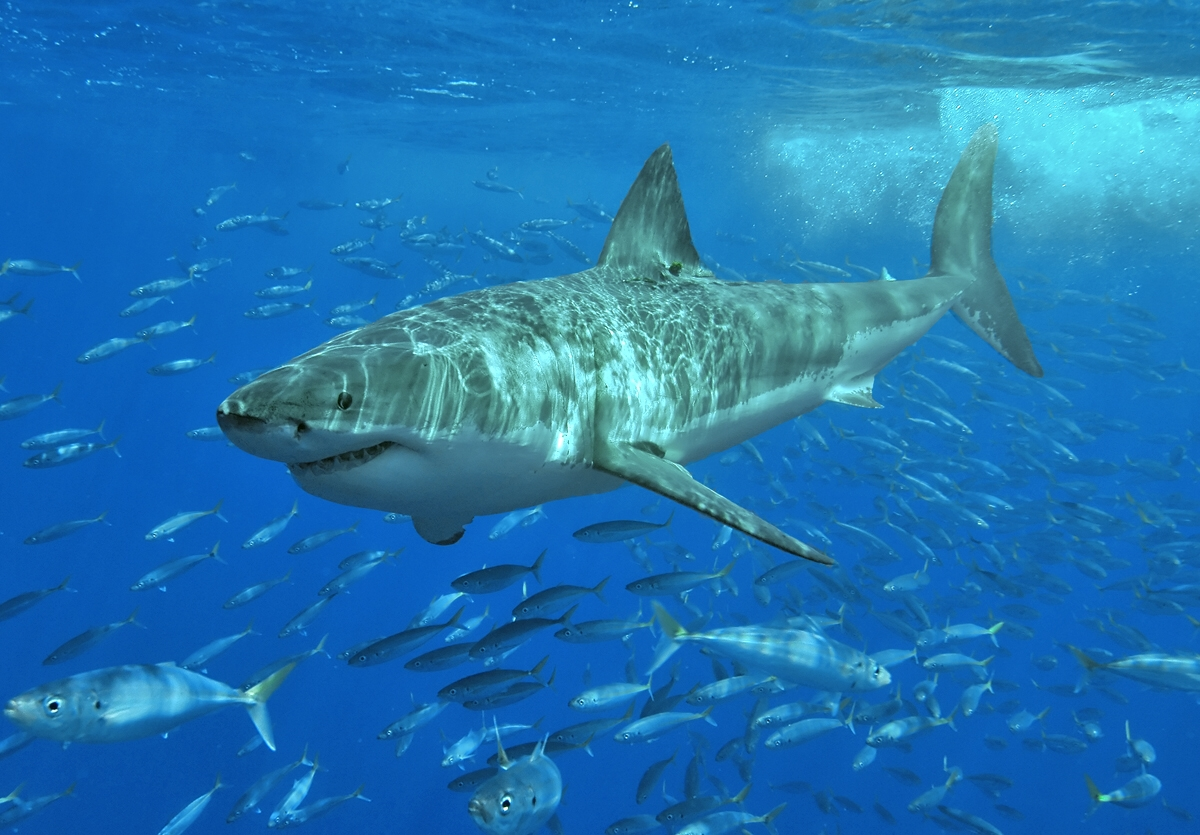
Bien qu'il s'agisse d'un proche parent des Requins-renards, A. palatasi ressemblait peut-être plus au Grand requin blanc.

A. palatasi n'est connu que par des dents isolées, dont les plus hautes mesurent plus de 4 cm. Ils suggèrent une taille corporelle similaire voire supérieure à celle du Grand requin blanc actuel, qui atteint entre 3,3 et 4,8 m de longueur en moyenne, et jusqu'à 6,6 m de longueur maximale. La couronne dentaire est large et courbée en forme d'arc, avec des tranchants possédant des dentelures grossières, qui sont en grande partie de taille irrégulière mais deviennent plus fines vers la pointe des dents. La racine se compose de lobes racinaires profonds et d'une base fortement arquée, à la manière de la couronne. La structure dentaire d’A. palatasi est hétérodonte, ce qui signifie que la mâchoire comporte plusieurs types de dents.
Les dents les plus similaires en taille et en forme à ceux d’A. palatasi sont celles de son proche parent, Alopias grandis, la différence principale étant la présence de dentelures chez A. palatasi. La taille, la largeur et les dentelures des dents d’A. palatasi sont également similaires, par convergence évolutive, à celles du Grand requin blanc. Les similitudes dentaires entre les deux espèces conduisent Ward et Kent à émettre l'hypothèse qu’A. palatasi n'aurait peut-être pas eu une queue allongée comme les Requins-renards modernes, mais un profil similaire à celui du Grand requin blanc.

## Classification
A. palatasi n'est interprété comme une nouvelle espèce qu'à partir de 2015. En 2018, dans sa description formelle, A. palatasi est classé en tant qu'espèce sœur d’A. grandis. Cependant, l'article ne propose aucun cladogramme montrant la position phylogénétique de ces deux espèces au sein de leur genre et famille. Le genre Alopias est l'unique représentant de la famille des Alopiidae, laquelle appartient à l'ordre des Lamniformes. Ce genre comporte plusieurs espèces actuelles,,.
Le cladogramme ci-dessous montre la position phylogénétique des Alopiidae parmi les Lamniformes, selon Eitner (1995) :
|  | Alopiidae (inclut Alopias)                                |
|  |                                                           |
|  | \| \| Cetorhinidae \| \| \| \| \| \| Lamnidae \| \| \| \| |
|  |                                                           |
|  | Cetorhinidae                                              |
|  |                                                           |
|  | Lamnidae                                                  |
|  |                                                           |

|  | Cetorhinidae |
|  |              |
|  | Lamnidae     |
|  |              |

|  | Alopiidae (inclut Alopias)                                |
|  |                                                           |
|  | \| \| Cetorhinidae \| \| \| \| \| \| Lamnidae \| \| \| \| |
|  |                                                           |
|  | Cetorhinidae                                              |
|  |                                                           |
|  | Lamnidae                                                  |
|  |                                                           |

|  | Cetorhinidae |
|  |              |
|  | Lamnidae     |
|  |              |

## Paléoécologie
La majorité des dents fossiles connues d’A. palatasi proviennent des gisements datés du Burdigalien et du Serravallien de la formation de Calvert, dans le Maryland et en Virginie, de la formation de Pungo River (en), en Caroline du Nord, et de la formation de Coosawhatchie (en), en Caroline du Sud. A. palatasi a aussi été ponctuellement trouvé dans le calcaire à globigérine de Malte, ce qui suggère que sa distribution ne se limite pas à l'Atlantique ouest, mais s'étend aussi à la Méditerranée. Cependant, aucun fossile d’A. palatasi n'a été trouvé ailleurs dans l'Ancien Monde, bien que ceux d’A. grandis aient été trouvées en Belgique,.
Les gisements de la côte est des États-Unis livrent un assemblage riche et diversifié de vertébrés marins fossiles. La formation de Calvert abrite douze genres de Cétacés, tels que les proto-dauphins Squalodon, Kentriodon et Eurhinodelphis, le physétéroïde Orycterocetus, les mysticètes Mesocetus, Eobalaenoptera ainsi que des baleines à bec non spécifiées. Des pinnipèdes tels que le phocidé Leptophoca sont également présents. Parmi les requins, la formation de Calvert a livré quatorze genres. Il s'agit notamment de diverses espèces de requins-makos, de Carcharhinus, de requins tigres, de requins-renards, de l'imposant Hemipristis serra, de Cosmopolitodus hastalis, de Parotodus benedenii, de Notorynchus et des Otodontidae Otodus megalodon et de son proche parent Otodus chubutensis. Les formations géologiques de la rivière Pungo et de Coosawhatchie abritent des assemblages similaires de vertébrés marins. Les fossiles d’A. palatasi ont généralement été trouvés mélangés avec ceux d’Otodus chubutensis.